# Yoel Rodríguez
Yoel Rodríguez Oterino (Vigo, Pontevedra, 28 de agosto de 1988), conocido como Yoel, es un futbolista español actualmente juega como portero en el Racing Club de Ferrol de la Segunda División de España. Llegó con tan solo once años al R.C. Celta de Vigo. 

## Carrera

### RC Celta
En el fútbol base vigués, Yoel compitió durante varios años en el equipo del Colegio Hogar San Roque. Tras pasar tres años en la cantera del Celta de Vigo, y tras sus buenas actuaciones en la filial celeste en la campaña anterior, el club decidió contar con él como miembro de la primera plantilla para la temporada 2009/10, con un contrato de tres años con dos prorrogables si el club y él estaban de acuerdo, después de haber luchado con su compañero Sergio por el puesto durante toda la pretemporada.
Su debut con el primer equipo tuvo lugar en la Copa del Rey, el 1.º de septiembre de 2009, ante el Real Unión de Irún. Sin embargo, no fue hasta el 20 de marzo de 2010 cuando la baja por sanción (por acumulación de amonestaciones) de su compañero Ismael Falcón le permitió ser titular y debutar en Liga en el partido frente al Cartagena Club de Fútbol.
En el verano del 2010, Yoel fue convocado por la Selección Española Sub-21 para realizar varios entrenamientos en la Ciudad deportiva de Las Rozas y así poder optar a un puesto en el combinado español, por el cual también luchaban otros porteros de Primera División. Anteriormente, en la temporada 2006-2007, mientras era portero del Celta B, había jugado dos partidos con la Selección Española Sub-19.
En la temporada 2011/12, compartió la titularidad del Celta con Sergio Álvarez, aunque una lesión a finales de la campaña le impidió jugar los partidos decisivos en los que el Celta consiguió, después de cinco años en Segunda División, el ascenso a Primera División.

### CD Lugo
Con el retorno a Primera División, el Celta decidió fichar a Javi Varas y mantener a Sergio como portero del primer equipo, por lo que cedió a Yoel al CD Lugo de la Liga Adelante. En el equipo lucense se convirtió en titular por delante de José Juan Figueras, realizando grandes actuaciones que a punto estuvieron de llevar al equipo gallego a la máxima categoría del fútbol español.

### Vuelta al Celta
Tras su cesión en el Lugo, el 30 de junio de 2013 regresó al Celta con la firme idea de quedarse en el club. Debutó en Primera División el 19 de agosto en el partido correspondiente a la primera jornada de la temporada 2013/14 ante el RCD Espanyol (2:2). Sus grandes actuaciones en este partido le llevan a convertirse en el portero titular del equipo durante toda la temporada, bajo las órdenes de Luis Enrique Martínez, jugando casi todos los partidos de Liga y convirtiéndose en uno de los porteros revelación del año en el fútbol español.

### Valencia CF
El 31 de julio de 2014 se hizo oficial su incorporación como cedido al Valencia Club de Fútbol por una temporada con opción de compra.

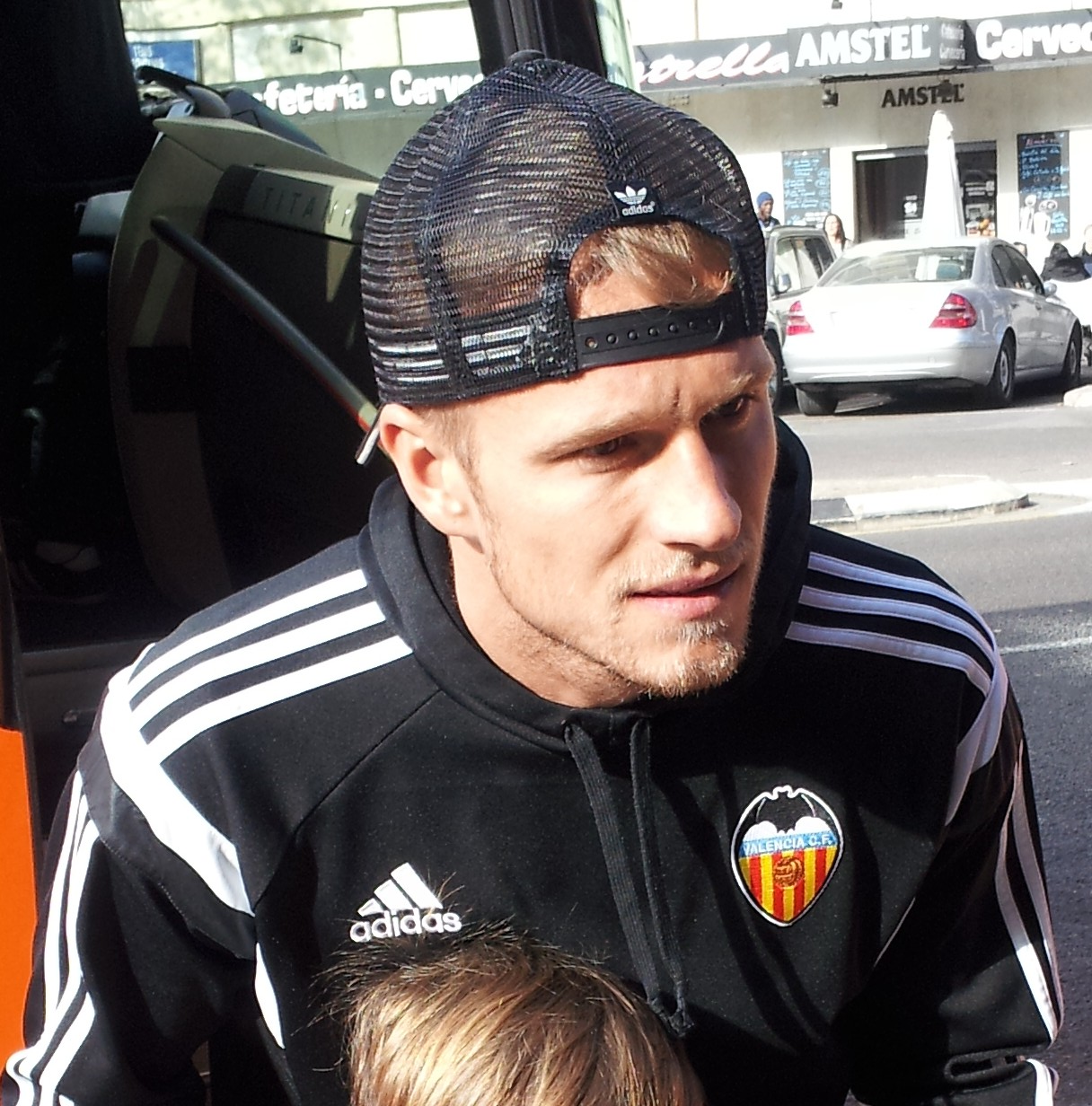
Yoel con el Valencia CF

Llegó para suplir la marcha de Guaita y empezó la temporada 2014/15 como suplente de Diego Alves, pero el 19 de octubre, en la 8.ª jornada, debutó en la portería valencianista por la indisposición física del brasileño en el calentamiento del partido en Riazor frente al Deportivo de La Coruña, con derrota por 3-0 y una desafortunada actuación. Regresó a la suplencia en liga, pero disputó la eliminatoria de dieciseisavos de final de la Copa del Rey frente al Rayo Vallecano, con victoria 1-2 en Vallecas y empate 4-4 en Mestalla, y tampoco pudo cuajar una buena actuación ante su público a pesar de no ser el culpable de todos los goles encajados. Siguió siendo el portero en la Copa del Rey, pero en la siguiente eliminatoria el equipo fue eliminado por el RCD Espanyol y la afición perdió la confianza en él. 
No volvió a jugar hasta la última jornada de liga cuando tuvo que entrar en el decisivo partido frente a la UD Almería en el estadio Juegos Mediterráneos en sustitución de Diego Alves, que sufrió una grave lesión, y cumplió bien los 20 minutos que disputó, incluso inició la jugada del gol decisivo de Paco Alcácer que daba la victoria 2-3 y la clasificación para la Liga de Campeones. 
Durante el verano de 2015, ya en propiedad del club, debido a la lesión de larga duración de Diego Alves el club contrató a otro portero, Mathew Ryan, y el papel de segundo portero debían disputárselo entre Yoel y Jaume Doménech. El elegido por el técnico Nuno fue el portero valenciano, lo que dejó a Yoel como última opción en la portería y un pie fuera del equipo. Sin embargo, otra inesperada lesión, esta vez de Ryan, hizo que Yoel permaneciera en el Valencia al inicio de la campaña 2015/16 siendo suplente de Jaume hasta la recuperación del australiano.

### Rayo Vallecano
La grave lesión del portero Toño en el Rayo Vallecano Hizo al club madrileño buscar la incorporación de otro guardameta, y el escogido fue Yoel Rodríguez, que una vez recuperado Ryan no iba a tener minutos en Valencia. Se hizo oficial su incorporación como cedido hasta final de temporada el 19 de noviembre de 2015.
Debutó el 6 de diciembre en la 14.ª jornada frente al Villarreal en El Madrigal y fue titular durante seis jornadas consecutivas en las que el equipo solo logró un empate y el resto derrotas (entre ellas la derrota 10-2 en el Bernabéu). En la 20.ª jornada no pudo enfrentarse al Valencia por contrato y el técnico Paco Jémez alineó al guardameta Juan Carlos. En ese partido el equipo vallecano logró un empate en Mestalla y Juan Carlos mantuvo la titularidad varias jornadas hasta que, en la jornada 28ª, volvió Yoel al once inicial, pero solo dos jornadas. Ya no volvería a jugar hasta la 38.ª en la victoria 2-1 frente al Levante, que no pudo evitar el descenso de categoría del Rayo.

### SD Eibar
Regresó al Valencia, pero, al tener lleno el cupo de porteros, el 11 de julio de 2016 se hizo oficial otra nueva cesión de Yoel, esta vez a la Sociedad Deportiva Eibar para la temporada 2016/17.
Al final de la temporada 2016/17 la Sociedad Deportiva Eibar ejerció su derecho de compra sobre el meta gallego
El 20 de junio de 2017 se informa que el portero gallego sufre una rotura del ligamento cruzado anterior, el menisco interno y el ligamento lateral interno, mientras se preparaba para el inicio de la temporada 2017/18 entrenando en una zona montañosa.

### Real Valladolid
El 30 de agosto de 2018 se hizo oficial su cesión hasta final de temporada al Real Valladolid.

### Racing Club de Ferrol
El 2 de julio de 2024, firma por el Racing Club de Ferrol de la Segunda División.

## Clubes
Actualizado el 23 de agosto de 2017.
| Club                    | País   | Año             | Partidos | Goles |
| ----------------------- | ------ | --------------- | -------- | ----- |
| R. C. Celta de Vigo "B" | España | 2005-2009       | 66       | 68    |
| R. C. Celta de Vigo     | España | 2009-2012       | 53       | 57    |
| C. D. Lugo (cedido)     | España | 2012-2013       | 33       | 36    |
| R. C. Celta de Vigo     | España | 2013-2014       | 35       | 52    |
| Valencia C. F.          | España | 2014-2015       | 6        | 11    |
| Rayo Vallecano (cedido) | España | 2015-2016       | 11       | 27    |
| S. D. Eibar (cedido)    | España | 2016-2017       | 30       | 39    |
| Racing Club de Ferrol   | España | 2024-actualidad |          |       |